# Giuseppe Vignola
Giuseppe Vignola (Eboli, 29 maggio 1925 – Roma, 9 ottobre 2016) è stato un politico e sindacalista italiano.

## Biografia
Nato a Eboli nel 1925, frequentò il Liceo Classico  e, dopo la maturità, iniziò la sua carriera nel sindacato CGIL, fino a diventarne dirigente: fu segretario generale della Camera del lavoro prima a Salerno, poi a Napoli; qualche anno più tardi approdò alla segreteria nazionale.
Nel PCI entrò nello staff di Giorgio Amendola e collaborò con Giorgio Napolitano.

### Attività parlamentare
Dal 1979 con il Partito Comunista Italiano viene eletto alla Camera dei deputati, dove fece parte della 5ª Commissione permanente del Bilancio, prima come membro e poi come segretario.  Conferma il seggio a Montecitorio anche dopo le elezioni politiche del 1983. Presentò quarantuno progetti di legge dal 1979 al 1987.
Ha concentrato il suo impegno politico sui temi del mezzogiorno e del meridionalismo in generale, nel 1987 viene eletto al Senato, prendendo parte alla Commissione sugli interventi del mezzogiorno e alla la Commissione d’inchiesta sui terremoti in Basilicata e in Campania fra il 1987 e 1989.. Dopo la svolta della Bolognina aderisce al PDS. Conclude il proprio mandato parlamentare nel 1992.